# Mefedron
Mefedron (2-methylamino-1-p-tolylpropan-1-on), ook bekend als 4-methylmethcathinon (4-MMC), 4-methylefedron, bubbles, meow meow, Miaow, mefi, DRONE en MMCAT, is een stimulerende en entactogene drug die van de fenylethylamine-, amfetamine-, en cathinongroep is afgeleid. Mefedron is een designerdrug die vanaf ongeveer 2007 op de vrije markt verkrijgbaar was. De stof is in Nederland opgenomen op lijst I van de Opiumwet, en is niet langer legaal verkrijgbaar. In België dook mefedron voor het eerst op in 2009. Op 29 april 2010 werd de drug in dat land toegevoegd aan de lijst van middelen waarvoor een algemene vergunning van de minister van Volksgezondheid vereist is voor in- en uitvoer, bezit, vervaardiging, verkoop, aflevering en aanschaf.
In het Verenigd Koninkrijk, Duitsland, Nederland en – op de vierde plaats – Roemenië, wordt de drug verkocht als plantenvoeding, badzout of geurmiddel. Verkopers delen stellig mee dat het niet voor consumptie is en vermelden op de verpakking dat mefedron niet mag worden toegediend als de plant gezondheidsproblemen heeft. De handel vindt grotendeels online plaats, waardoor deze moeilijk te controleren is.

## Uiterlijk
Mefedron komt voor in poeder- of kristalvorm met een wit tot gele kleur, er bestaan ook mefedron bevattende capsules. De stof heeft in sommige gevallen de vorm van een pil.

## Gebruik
Mefedron-poeder wordt meestal gesnoven of ingeslikt. Slikken is de meest gebruikelijke manier om de drugs in te nemen. Het wordt meestal gemengd met vloeistof om te drinken of in sigarettenpapier gewikkeld. Er zijn ook meldingen van mensen die het middel injecteren.

## Geschiedenis
Mefedron werd voor het eerst gesynthetiseerd in 1929, en grotendeels vergeten tot het begin van de jaren 2000, toen Israëlische wetenschappers, die voor een insecticidenbedrijf werkten, begonnen te experimenteren met cathinonen als octopamine-analogen om de hersenactiviteit van bladluizen te verstoren, zodat ze minder schadelijk zouden zijn voor planten. Mefedron werkte tot op zekere hoogte, maar externe bedrijven ontdekten al snel de psychoactieve effecten ervan en begonnen honderden kilo's op te kopen om als partydrug te verkopen in Israël, waar het op grote schaal werd gebruikt. Vanwege de oorsprong van mefedron als plantenbeschermer kreeg het de bijnaam 'plantenvoeding'.
Het Psychonaut Research Project, een organisatie die het internet afzoekt naar informatie over nieuwe drugs, identificeerde mefedron voor het eerst in 2008. Hun onderzoek wees uit dat het verkrijgbaar was vanaf 2007. De drug werd eerder gebruikt in producten zoals Neodoves-pillen, door de 'legale high'-organisatie Neorganics. De verkrijgbaarheid verminderde nadat de regering van Israël de drug in 2008 verbood. Het product wordt verkocht als designerdrug en er is slechts weinig bekend over de gevaren en toxiciteit.

## Toxiciteit
De toxiciteit van 4-MMC uit zich vooral in sympathicomimetische effecten, zoals versnelde hartslag, hypertensie en stuipen. Bij zeer hoge doses kunnen agressiviteit, hallucinaties en psychose optreden. Personen met hartproblemen en/of psychiatrische of neurologische klachten kunnen er gevoeliger voor zijn.
Er zijn verschillende gevallen van vergiftiging met mefedron met dodelijke afloop beschreven. In een aantal gevallen waren er nog andere drugs betrokken zoals cannabis of heroïne. In Nederland stierf een man na een fataal delirium waarbij hij zichzelf verwondde door naakt ramen in te slaan. Hij bleek een hoge concentratie mefedron in het bloed te hebben en had ook cocaïne en ecstasy genomen. De Britse musicus en BBC-radiopresentator George Webley, beter bekend als "Big George", stierf op 7 mei 2011 aan een hartaanval die waarschijnlijk het gevolg was van het innemen van mefedron.

## Effecten[5]
De subjectieve effecten van mefedron lijken het midden te houden tussen ecstasy en cocaïne: gebruikers zeggen dat het hun zelfvertrouwen vergroot en hen spraakzamer maakt (zoals bij cocaïne), maar ze melden ook een groter gevoel van openheid, waardering voor muziek en verlangen om te dansen (zoals bij ecstasy).
Gebruikers noemen alertheid, euforie, opgewonden gevoel, verhoogd libido, gevoel van stimulatie, zin om te praten en openheid als effecten. De intensiteit van een bepaald gevoel wordt mogelijk tot waarschijnlijk versterkt. Hierbij aansluitend is ook de reductie van irritatie en geprikkeldheid een eventualiteit. Omwille van een verhoogde en meer intense focus op een specifiek gebeuren of ruimtelijk element, wordt een tunnelvisie gecreëerd waardoor het tijdsbesef wordt onderdrukt. Uren vliegen voorbij zonder er ook maar iets van te beseffen.
Fysische bijwerkingen zijn onder meer neusbloedingen, brandende neus, lopende neus, uitslag, brandend gevoel in keel, braken, bloedcirculatieproblemen, lichamelijke temperatuurschommelingen, verhoogde hartslag die leiden tot hartritmeproblemen, trillen van handen, vermeerderd zweten, vergrote pupillen, kaakklem/knarsetanden, hoofdpijn, koude vingers en/of tenen en paarse knieën en/of handen. Deze laatste verschijnselen worden waarschijnlijk veroorzaakt door een verminderde bloedcirculatie. Meerdere individuen vermelden ook het ervaren van anorexie (een verminderde eetlust), wat kan resulteren in snel gewichtsverlies. Sommigen ondervinden ook een verminderde dorstbehoefte, anderen kunnen dan weer langdurig en in (grote) hoeveelheden blijven drinken. Dit betreft voornamelijk alcoholische dranken, maar ook water. Het ervaren van een verminderd dorstgevoel kan leiden tot dehydratie.
Tot mentale/psychische bijwerkingen behoren stuipen, hallucinaties, paranoia, verslechterd kortetermijngeheugen. Vaak een indirect voortvloeisel van (ernstig) slaaptekort, gecreëerd door de substantie.
Indien het gecombineerd wordt met een vloeistof kan dit leiden tot irritatie van mondonderdelen (smaakpapillen, tandvlees). Meermaals werd aangekaart dat de ontwikkeling van gasproductie in het gastro-intestinaal stelsel werd ervaren, uitdraaiende tot oprispingen van boeren.

### Combineren van drugs en medicijnen
De effecten van het gebruik van mefedron met andere geneesmiddelen – inclusief vrij verkrijgbare of voorgeschreven medicijnen – kunnen onvoorspelbaar en gevaarlijk zijn. De volgende combinaties kunnen de volgende effecten hebben:
- Mefedron + alcohol: mogelijk verhoogd uithoudingsvermogen en/of reduceren/beëindigen van het alcoholisch effect.
- Mefedron + nicotine: mefedrongebruik ontketent een gestegen drang naar nicotine-opname wat meer oxidatieve stress veroorzaakt in de hersenen.[9]
- Mefedron + speed of ecstasy: verhoogd risico op letsel, inclusief overlijden.
- Mefedron + alcohol + cannabis: misselijkheid en braken.

### Comedown
In de dagen na het gebruik van mefedron kan het volgende optreden:
- rusteloze slaap
- vermoeidheid
- duizeligheid
- neerslachtigheid
- wonden, zweren die meer tijd nodig hebben om te genezen
- geheugenverlies
- misselijkheid
- haaruitval

Hierdoor ervaart de gebruiker enig tot sterk controle verlies over gevoelens en concentratie. Het euforiegevoel is vervaagd in een (tijdelijke) melancholie.

### Langetermijneffecten
Regelmatig gebruik van mefedron kan uiteindelijk leiden tot:
- moeite met slapen
- spiertrekkingen
- dingen zien en horen die er niet zijn
- het nodig hebben van meer mefedron om hetzelfde effect te krijgen
- afhankelijkheid
- financiële, werk- en sociale problemen

### Tot slot
Mefedron beïnvloedt iedereen anders, op basis van:
- de genomen hoeveelheid
- de grootte, het gewicht en de gezondheid van een persoon
- of de persoon eraan gewend is het in te nemen
- of er rond dezelfde tijd andere medicijnen worden ingenomen
- de sterkte van het medicijn (die varieert van batch tot batch)

Er is geen veilig niveau van drugsgebruik. Het gebruik van een medicijn brengt altijd enig risico met zich mee. Het is belangrijk om voorzichtig te zijn bij het gebruik van elk type medicijn.

## Maatschappelijke gevolgen van het verbod[6]
Al snel bleek dat het verbieden ervan gepaard ging met een toename van de schade door andere stimulerende middelen. Omdat mefedron legaal was, nam het veel van de cocaïne- en amfetamine-markten in beslag. Dit leidde tot een opmerkelijke daling van het aantal sterfgevallen door deze twee meer giftige stimulerende middelen. Over het algemeen werd de opkomst van mefedron geassocieerd met een vermindering van meer dan 300 sterfgevallen door deze twee andere stimulerende middelen. Aangezien dit geen gecontroleerde studie was, is het niet mogelijk met zekerheid te zeggen dat de toename van het gebruik van mefedron direct heeft geleid tot een daling van het aantal sterfgevallen door andere stimulerende middelen, maar het lijkt vrijwel zeker een belangrijke factor te zijn geweest. Achteraf gezien zou men kunnen speculeren dat mefedron de meest effectieve interventie bleek te zijn om het aantal cocaïnedoden ooit te verminderen. Bijkomend bewijs voor een oorzakelijk effect is het feit dat sinds het verbod het aantal cocaïne-sterfgevallen is gestegen tot het hoogste niveau ooit.
Een ander gevolg van de aanbeveling van de ACMD om mefedron te verbieden, was dat ze ook adviseerden om veel andere cathinonen te verbieden, om zo een kat-en-muisspel te vermijden met de clandestiene chemici. De meeste moleculen die onder dit generieke verbod vielen, waren nooit gemaakt. Helaas viel onder hun voorgestelde verbod een medicijn – het antidepressivum en het antirookmedicijn bupropion – dat haastig een speciale vrijstelling van de regelgeving moest krijgen.
Nu alle cathinonen, behalve bupropion, illegaal zijn, is het vrijwel zeker dat er geen medicinale varianten van bupropion meer zullen worden gemaakt, aangezien de kosten om aan de illegale status te voldoen ze onrendabel zouden maken. Het mefedronverbod heeft dus ook het ontdekken van een hele reeks mogelijks nieuwe antidepressiva en antirookmedicijnen geblokkeerd.